# Военный округ

Военные округа России с 2024 года

Вое́нный о́круг (ВО) — территориальное общевойсковое объединение соединений, частей, военно-учебных заведений и различных местных военных учреждений.
Деление территории страны на военные округа практикуется во многих государствах и имеет целью обеспечить проведение мероприятий, связанных с подготовкой государства и их вооружённых сил на случай войны, более целеустремлённо организовать подготовку войск, сил и штабов и для более удобного управления. Бывают приграничными и внутренними, именуются обычно по названию городов или местности, где дислоцируется штаб-квартира их управления. В некоторых государствах нумеруются. Разделяются на гарнизоны. Возглавляются командующим войсками военного округа.

## Военные округа России

### История территориального распределения войск
С середины XV века в странах и государствах Европы начали создаваться постоянные наёмные вооружённые силы (армии и флоты).
В России строительство вооружённых сил имело свои особенности: со второй половины XV века создаётся Поместное войско, затем Стрелецкое войско. Всё это потребовало создание военно-административных территориальных единиц, и ими стали Разряды.
Позднее, с конца XVII — начала XVIII века, началось строительство регулярных вооружённых сил, и военно-административными территориальными единицами становятся в мирное время уже при Петре Великом дивизии, ведавшие войсками, расположенными в данном крае (стране), имея значение местного органа управления формированиями, а при выступлении в поход полки выходили из состава дивизии и из них составлялись, соответственной надобности, отряды. Такие отряды из трёх родов оружия в Семилетнюю войну тоже назывались дивизиями, но состав их был различен и непостоянен.
К 1757 году дивизии приобрели ещё большее значение как административно-территориальные округа, их было всего пять: Московская, Петербургская, Лифляндская, Украинская и Новгородская. В состав дивизий входили все войска, расположенные в этих краях, кроме расположенных в Оренбурге и в Сибири.
При Екатерине II дивизий как административно-территориальная единиц было 8: Лифляндская, Эстляндская, Смоленская, Севская, Украинская, Петербургская, Финляндская и Московская. В 1779 году их было 11, а к концу царствования Екатерины II — 12.
При Павле Петровиче, в 1797 году, дивизии переименованы в инспекции с наименованиями (1-я Санкт-Петербургская, 2-я Московская, 3-я Лифляндская, 4-я Смоленская, 5-я Литовская, 6-я Финляндская, 7-я Украинская, 8-я Днестровская, 9-я Таврическая, 10-я Кавказская, 11-я Оренбургская, 12-я Сибирская), и позже их число доведено до 14. Во главу каждой инспекции назначался генеральный инспектор, но он не являлся командующим войсками, подобно командующему дивизией в период Екатерины II. В его ведение входило лишь наблюдение за правильностью боевой и строевой подготовки войск, рациональностью их пополнения и так далее. Управление гвардейскими и армейскими войсками находилось в органе центрального военного управления — военной коллегии.

### Российская империя

Карта военных округов Российской империи, 1913 г.
Варшавский военный округ
Виленский военный округ
Киевский военный округ
Одесский военный округ
Кавказский военный округ
Санкт-Петербургский военный округ
Московский военный округ
Область Войска Донского
Казанский военный округ
Туркестанский военный округ
Омский военный округ
Иркутский военный округ
Приамурский военный округ

Впервые военные округа были учреждены во время реформ военного министра Д. А. Милютина в 1862—1864 (1867) годах. Изначально предполагалось создание пятнадцати военных округов в составе ВС России. За период по 1917 год функции военных округов неоднократно уточнялись и корректировались, однако принципиально не менялись.
К 1914 году существовало 12 военных округов и приравненная к ним область войска Донского:
- Варшавский ВО (до июля 1914 г.)
- Виленский ВО (до июля 1914 г.)
- Иркутский ВО (1884—1899 гг. и 1906—1918 гг.)
- Кавказский ВО
- Казанский ВО
- Киевский ВО
- Московский ВО
- Одесский ВО
- Омский ВО (1882—1889 гг. и 1906—1919 гг.)
- Приамурский ВО
- Петербургский ВО
- Туркестанский ВО

После начала Первой мировой войны были образованы:
- Двинский ВО (с 25.07.1914)
- Минский ВО (с 28.07.1914)

Также некоторое время существовали округа:
- Восточно-Сибирский ВО — 1865—1884 гг., разделён на Иркутский и Приамурский ВО
- Западно-Сибирский ВО — с образованием в 1882 г. Семиреченской области переименован в Омский ВО
- Оренбургский ВО — 1865—1881 гг., присоединён к Казанскому ВО
- Рижский ВО — 26 сентября 1870 г. присоединён к Виленскому и, частично, к Санкт-Петербургскому ВО
- Сибирский ВО — существовал в 1899—1906 гг. как объединение Омского и Иркутского ВО
- Финляндский ВО — создан в 1864 г., в 1905 г. включён в Санкт-Петербургский ВО
- Харьковский ВО — создан в 1864 г., в 1888 г. разделён между Киевским и Московским ВО

На особом положении находились область войска Донского и Закаспийская область. Последняя до 1890 года относилась к Кавказскому ВО, в 1890—1899 годах имела управление по типу окружного, в 1899 году включена в состав Туркестанского ВО.
С началом первой мировой войны на базе приграничных округов на западном направлении были развёрнуты два фронта и семь армий с их полевыми управлениями.

### РСФСР и СССР
Первый советский военный округ, Петроградский, был создан 20 марта 1918 года. Декретом Совета народных комиссаров от 4 мая 1918 года территория Республики была разделена на 11 военных округов. Ярославский, Московский, Орловский, Беломорский, Уральский и Приволжский ВО были образованы в мае 1918 года в период Гражданской войны. Во главе войск, расположенных на территории военных округов, стоял Военный совет округа, председателем которого являлся командующий войсками данного округа. Руководство войсками, а также военными комиссариатами в военных округах осуществлялось через штаб, политическое управление округа и управления начальников родов войск и служб. Со временем количество военных округов изменялось.
17 мая 1935 года была радикально изменено военно-административное деление в РККА: в связи с возрастающей угрозой вооруженной агрессии против СССР старая мобилизационная доктрина РККА и её структуры были признаны не отвечающей потенциальным военным угрозам для СССР. И поэтому вместо 8 военных округов и двух отдельных армий создавали 13 военных округов — Московский, Ленинградский, Белорусский, Киевский, Харьковский, Северо-Кавказский, Закавказский, Средне-Азиатский, Приволжский, Уральский, Сибирский, Забайкальский и Дальневосточный. Практически во всех военных округах изменился их территориальный состав. Так же помимо бывшего деления военных округов на «приграничные» и «внутренние» появилось новое деление на «лобовые» и «тыловые» военные округа. Предполагалось, что «лобовые» приграничные округа будут разворачиваться во фронты, а мобилизационный ресурсы «тыловых» округов будут их питать людскими и материальными ресурсами. Группа в составе одного приграничного и двух внутренних военных округов стали составлять стратегическое направление.
В период похода в Западную Украину и Западную Белоруссию, 17 сентября войска Киевского и Белорусского особых военных округов начали наступление, а для руководства действиями войск были созданы управления Украинского и Белорусского фронтов. Приказом Народного комиссара обороны СССР, от 14 ноября 1939 года, Украинский и Белорусский фронты вновь преобразованы в соответствующие военные округа (Киевский особый и Белорусский особый).
С 13 августа 1940 года в соответствии с приказом НКО СССР для управлений 16-ти военных округов были установлены единые штаты (штатные расписания), и было приказано в военное время восьми военным округам развернуть фронтовые управления (то есть управления фронтов), а остальным восьми военным округам сформировать армейские управления. Этот план и был реализован в дальнейшем за исключением Одесского военного округа, в котором вместо фронтового управления было развернуто управление 9-й отдельной армии.

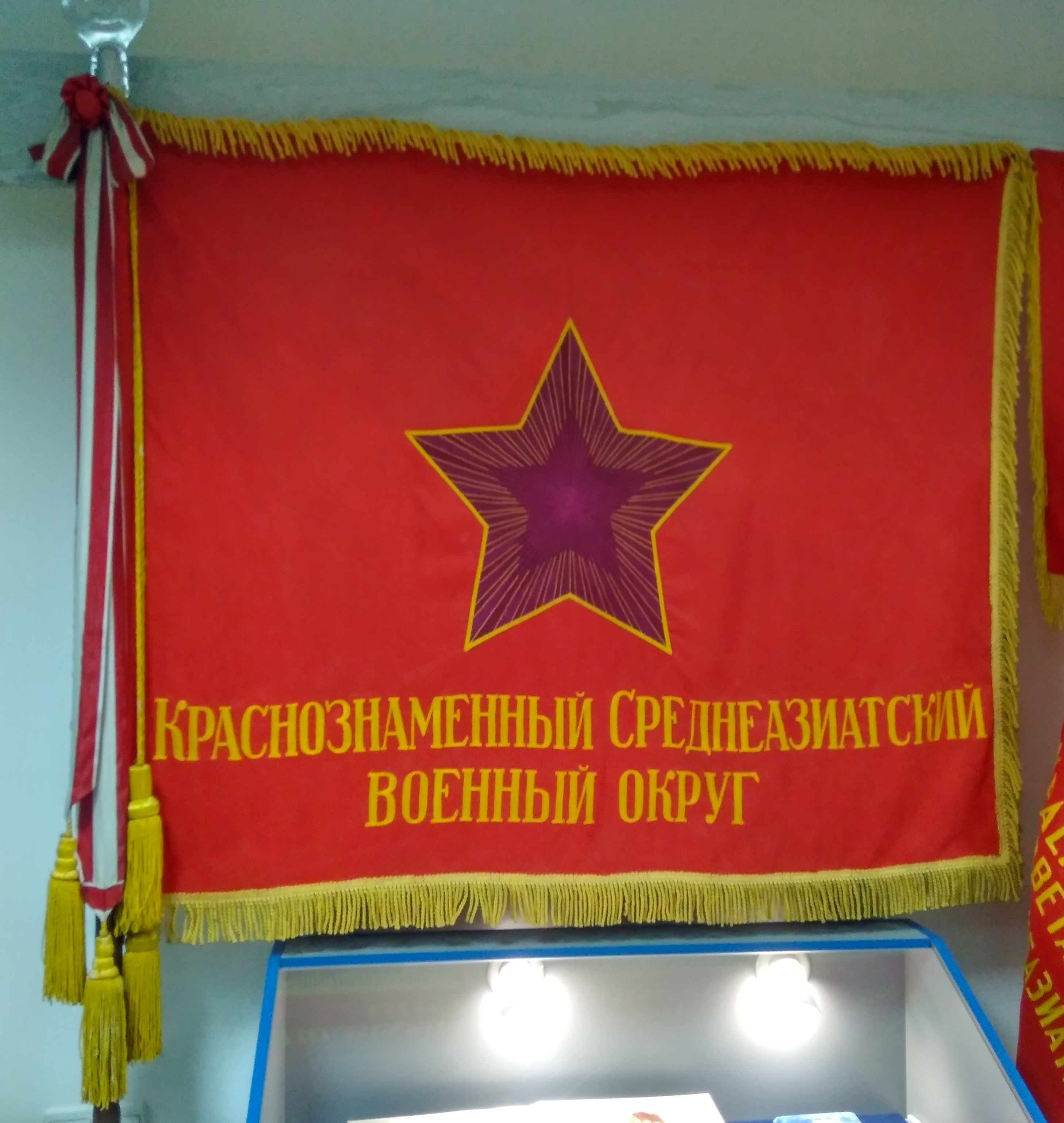
Боевое знамя
Среднеазиатского военного округа

Перед началом Великой Отечественной войны в СССР имелось 16 военных округов и один фронт, а именно:
- Архангельский военный округ (АрхВО);
- Ленинградский военный округ (ЛВО);
- Прибалтийский Особый военный округ (ПрибОВО);
- Западный Особый военный округ (ЗапОВО);
- Киевский Особый военный округ (КОВО);
- Одесский военный округ (ОдВО);
- Московский военный округ (МВО);
- Орловский военный округ (ОрВО);
- Харьковский военный округ (ХВО);
- Северокавказский военный округ (СКВО);
- Закавказский военный округ (ЗакВО);
- Приволжский военный округ (ПриВО);
- Уральский военный округ (УрВО);
- Среднеазиатский военный округ (САВО);
- Сибирский военный округ (СибВО);
- Забайкальский военный округ (ЗабВО);
- Дальневосточный фронт (ДВФ).

Через пять месяцев военных действий из-за потери своей территории прекратили своё существование 7 военных округов.

Приказ о территориальном составе военных округов Европейской части СССР № 0444, 26 ноября 1941 г.
- 1. С 1 декабря 1941 года территориальный состав округов Европейской части Союза ССР иметь в следующем составе:
  - Архангельский военный округ: Архангельская и Вологодская области, Коми АССР. Штаб округа — Архангельск.
  - Московский военный округ: области — Московская, Ярославская, Ивановская, Горьковская, Тульская, Кировская, Рязанская и восточные районы Калининской области, Удмуртская, Татарская, Марийская, Чувашская и Мордовская АССР. Штаб округа — Горький.
  - Приволжский военный округ: Куйбышевская, Саратовская, Пензенская, Тамбовская, Воронежская области, восточные районы Орловской и Курской областей, Еланский, Урюпинский и Ново-Анненский районы Сталинградской области. Штаб округа — Саратов.
  - Сталинградский военный округ: Сталинградская область (исключая районы Еланский, Урюпинский и Ново-Анненский), Ростовская область с границей на юге по р. Дон до границы со Сталинградской областью, Калмыцкая АССР, Астраханский округ, западная часть Западно-Казахстанской области (районы Джаныбекский, Казталовский, Урдинский, Фурмановский). Штаб округа — Сталинград.
  - Уральский военный округ: Свердловская, Молотовская, Челябинская, Кустанайская области, Коми-Пермяцкий национальный округ, западная часть Омской области, к западу рр. Тобол, Иртыш, Обь. Штаб округа — Свердловск.
  - Южно-Уральский военный округ: Башкирская АССР, Чкаловская, Западно-Казахстанская, Актюбинская и Гурьевская области. Штаб округа — Чкалов.
  - Северо-Кавказский военный округ: южная часть Ростовской области (от р. Дон), Краснодарский край (с Адыгейской автономной областью), Орджоникидзевский край с Кизлярским округом, Карачаевская и Черкесская автономные области, Кабардино-Балкарская, Чечено-Ингушская АССР. Штаб округа — Армавир.
  - Закавказский фронт: Грузинская ССР, Абхазская и Аджарская АССР, Юго-Осетинская автономная область; Армянская ССР, Азербайджанская ССР, Нахичеванская АССР, Нагорно-Карабахская автономная область, Дагестанская АССР и Северо-Осетинская АССР. Штаб фронта — Тбилиси.
  - Среднеазиатский военный округ: Узбекская, Таджикская, Туркменская, Киргизская ССР и Казахская ССР без Кустанайской, Западно-Казахстанской, Актюбинской и Гурьевской областей. Штаб округа — Ташкент.

- 2. Назначаются:
  - Командующим войсками Приволжского военного округа — генерал-лейтенант Калинин, Степан Андрианович.
  - Командующим войсками Северо-Кавказского военного округа — генерал-лейтенант Рейтер, Макс Андреевич.
  - Командующим войсками Южно-Уральского военного округа — генерал-лейтенант Курдюмов, Владимир Николаевич.
  - Командующим войсками Сталинградского военного округа — генерал-лейтенант Герасименко, Василий Филиппович.
  - Командующим войсками Уральского военного округа — генерал-майор Катков, Александр Васильевич.
  - Командующим войсками Среднеазиатского военного округа — генерал-майор Курбаткин, Павел Семенович.

- 3. На формирование управлений новых военных округов обратить в полном составе: управление Орловского военного округа — на управление Южно-Уральского военного округа и управление Харьковского военного округа — на управление Сталинградского военного округа.
- 4. Командующим войсками военных округов передачу войсковых частей, учреждений и заведений, переходящих территориально в состав других военных округов, закончить к 5 декабря 1941 года и донести мне с приложением перечней передаваемых частей.
- Приказ ввести в действие по телеграфу.

Народный комиссар обороны СССР И. СТАЛИН— ЦАМО, ф. 4, оп. 11, д. 66, л. 253—255. Подлинник.
В ноябре 1941 года были образованы:
- Сталинградский военный округ
- Южно-Уральский военный округ

В 1942 года прекратили своё существование три военных округа: Сталинградский, Северо-Кавказский и Закавказский (развёрнуты во фронты).
В 1943 году был образован Степной военный округ, преобразованный в июле в Степной фронт. По мере освобождения оккупированной территории восстанавливались некоторые военные округа. Помимо этого в 1944 году был образован Львовский военный округ.
После окончания Великой Отечественной войны, 9 июля 1945 года вышел приказ Наркома обороны СССР № 0139 «Об организации новых округов и изменении границ существующих военных округов». По нему фронты были расформированы, организованы новые военные округа (группы войск) и изменены границы существующих. В июле-октябре 1945 года дополнительно к имевшимся 14 округам было создано ещё девятнадцать округов и четыре группы войск.
В приказе были определены следующие военные округа:
- Московский военный округ
- Ленинградский военный округ
- Беломорский военный округ (до этого именовался Архангельский ВО, затем Беломорский ВО переименован в Северный ВО)
- Смоленский военный округ
- Воронежский военный округ
- Горьковский военный округ
- Казанский военный округ
- Донской военный округ
- Ставропольский военный округ
- Кубанский военный округ
- Приволжский военный округ
- Уральский военный округ
- Южно-Уральский военный округ
- Западно-Сибирский военный округ
- Восточно-Сибирский военный округ
- Киевский военный округ
- Харьковский военный округ
- Одесский военный округ
- Таврический военный округ
- Прикарпатский военный округ
- Львовский военный округ
- Минский военный округ
- Барановичский военный округ
- Прибалтийский военный округ
- Особый военный округ
- Тбилисский военный округ
- Бакинский военный округ
- Степной военный округ
- Туркестанский военный округ

После окончания войны с Японией в сентябре 1945 года фронты Дальневосточного театра военных действий также были преобразованы в военные округа: Забайкальско-Амурский, Дальневосточный и Приморский.
Преобразование фронтов в военные округа было завершено к 1 октября 1945 года. В период с осени 1945 года по осень 1948 года по демобилизации страны количество военных округов было резко сокращено.

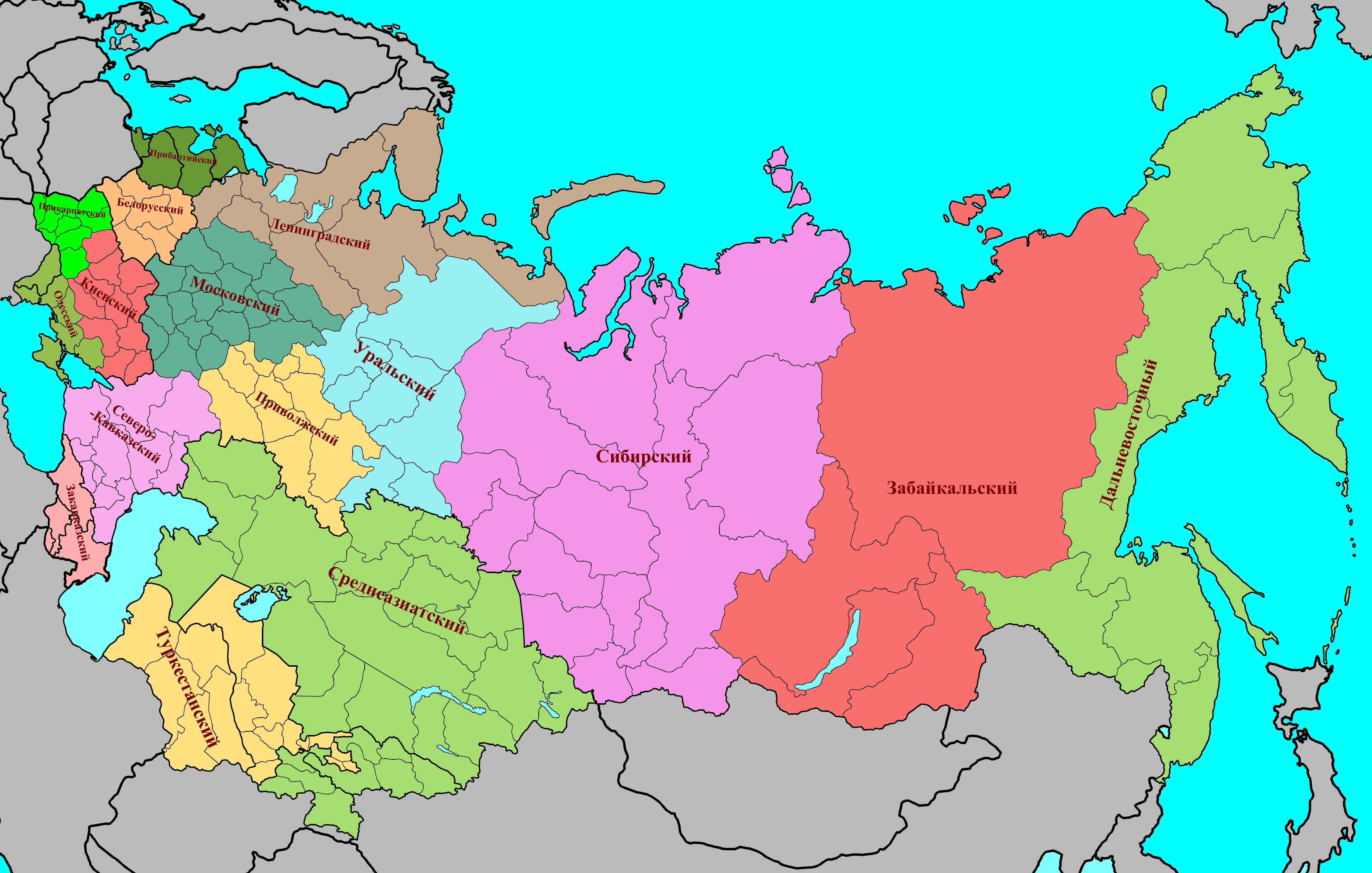
Карта военных округов ВС СССР на январь 1989 года

На 1983 год существовали следующие военные округа:
- Московский военный округ
- Ленинградский военный округ
- Прибалтийский военный округ
- Белорусский военный округ
- Киевский военный округ
- Прикарпатский военный округ
- Одесский военный округ
- Северо-Кавказский военный округ
- Закавказский военный округ
- Приволжский военный округ
- Среднеазиатский военный округ
- Туркестанский военный округ
- Уральский военный округ
- Сибирский военный округ
- Забайкальский военный округ
- Дальневосточный военный округ

В указанный период военный округ включал в себя: до 5 общевойсковых (танковых) армий (корпусов) и/или до 4 мотострелковых (танковых) дивизий окружного подчинения.
С небольшими изменениями эта структура просуществовала до распада СССР в 1991 году.

### Российская Федерация
Военные округа Российской Федерации:
| | | |                                                                           |
| с 1991 г. | с 27 июля 1998 | с 1 сентября 2001 | с 1 сентября 2010                                                         |
| Московский Ленинградский Северо-Кавказский Приволжский Уральский Сибирский Забайкальский Дальневосточный Калининградский особый район | Московский Ленинградский Северо-Кавказский Приволжский Уральский Сибирский Дальневосточный Калининградский особый район | Московский Ленинградский Северо-Кавказский Приволжско-Уральский Сибирский Дальневосточный Калининградский особый район | Западный Северо-Кавказский Приволжско-Уральский Сибирский Дальневосточный |

|                                      |                                      |                                                    |                                                      |
| с 1 декабря 2010                     | со 2 апреля 2014                     | c 5 июня 2020 года                                 | с 26 февраля 2024 года                               |
| Западный Южный Центральный Восточный | Западный Южный Центральный Восточный | Западный Южный Центральный Восточный Северный флот | Московский Ленинградский Южный Центральный Восточный |

В 1995—1998 годах существовал Калининградский особый район, подчинённый командующему Балтийским флотом.
6 июля 2010 года Президент России подписал Указ о создании в России четырёх военных округов и четырёх объединённых стратегических командований (ОСК) по образцу объединённых командований Вооружённых сил США.
- ОСК «Запад» создаётся на базе Московского и Ленинградского военных округов, куда также входят Северный и Балтийские флоты. Штаб располагается в Санкт-Петербурге.
- ОСК «Юг» создаётся из Северо-Кавказского военного округа, части Приволжско-Уральского военного округа, с включением Черноморского флота и Каспийской флотилии ВМФ России. Штаб располагается в Ростове-на-Дону.
- ОСК «Центр» создаётся из части Приволжско-Уральского военного округа и части Сибирского военного округа (до Байкала), штаб ОСК будет находиться в Екатеринбурге.
- ОСК «Восток» создаётся из Дальневосточного военного округа и восточной части Сибирского военного округа, штаб ОСК расположится в Хабаровске.

В мирное время ОСК продолжают именоваться военными округами. Действующее в настоящее время военно-административное деление Российской Федерации установлено Указом Президента Российской Федерации № 1144 от 20 сентября 2010 года.
В соответствии с Указом Президента Российской Федерации, с 15 декабря 2014 г. Северный флот выведен из состава Западного военного округа. Расширена граница ответственности флота. Управление СФ переформировано в объединённое стратегическое командование. Объединённое стратегическое командование «Северный флот» (иногда используется термин «Арктические войска») предназначено для комплексного обеспечения безопасности арктического региона России и единого управления военными силами и средствами в зоне от Мурманска до Анадыря.
5 июня 2020 года Президент Российской Федерации издал Указ «О военно-административном делении Российской Федерации», согласно которому:
- с 1 января 2021 г. установлено следующее военно-административное деление Российской Федерации:
  - Западный военный округ — в административных границах Республики Карелия, Белгородской, Брянской, Владимирской, Вологодской, Воронежской, Ивановской, Калининградской, Калужской, Костромской, Курской, Ленинградской, Липецкой, Московской, Нижегородской, Новгородской, Орловской, Псковской, Рязанской, Смоленской, Тамбовской, Тверской, Тульской, Ярославской областей, городов Москвы и Санкт-Петербурга;
  - Южный военный округ — в административных границах Республики Адыгея, Республики Дагестан, Республики Ингушетия, Кабардино-Балкарской Республики, Республики Калмыкия, Карачаево-Черкесской Республики, Республики Крым, Республики Северная Осетия — Алания, Чеченской Республики, Краснодарского и Ставропольского краёв, Астрахан ской, Волгоградской и Ростовской областей, города Севастополя;
  - Центральный военный округ — в административных границах Республики Алтай, Республики Башкортостан, Республики Марий Эл, Республики Мордовия, Республики Татарстан, Республики Тыва, Удмуртской Республики, Республики Хакасия, Чувашской Республики, Алтайского, Красноярского и Пермского краёв, Иркутской области, Кемеровской области — Кузбасса, Кировской, Курганской, Новосибирской, Омской, Оренбургской, Пензенской, Самарской, Саратовской, Свердловской, Томской, Тюменской, Ульяновской и Челябинской областей, Ханты-Мансийского автономного округа — Югры, Ямало-Ненецкого автономного округа;
  - Восточный военный округ — в административных границах Республики Бурятия, Республики Саха (Якутия), Забайкальского, Камчатского Приморского и Хабаровского краёв, Амурской, Магаданской, Сахалинской областей, Еврейской автономной области, Чукотского автономного округа;
  - Северный флот — в административных границах Республики Коми, Архангельской и Мурманской областей, Ненецкого автономного округа.
- Правительству Российской Федерации в срок до 1 октября 2020 г. поручено:
  - представить предложения по приведению актов Президента Российской Федерации в соответствие с Указом;
  - привести свои акты в соответствие с Указом.
- Признаются утратившими силу с 1 января 2021 г.:
  - Указ Президента Российской Федерации от 20 сентября 2010 г. № 1144 «О военно-административном делении Российской Федерации» (Собрание законодательства Российской Федерации, 2010, № 39, ст. 4929);
  - Указ Президента Российской Федерации от 2 апреля 2014 г. № 199 "О внесении изменения в Указ Президента Российской Федерации от 20 сентября 2010 г. № 1144 «О военно-административном делении Российской Федерации» (Собрание законодательства Российской Федерации, 2014, № 14, ст. 1613).
- Устанавливается дата вступления Указа в силу — со дня его подписания, то есть с 5 июня 2020 года.

В существующее военно-административное деление России будет внесено одно изменение: его элементом, наряду с уже имеющимися округами (Западным, Восточным, Центральным и Южным), станет Северный флот, определённый административными границами Республики Коми, Архангельской и Мурманской областей, Ненецкого автономного округа, в связи с чем данные административно-территориальные единицы будут исключены из территориального состава Западного военного округа.
26 февраля 2024 года Указом Президента Российской Федерации В. В. Путина Московский и Ленинградский военные округа были воссозданы.

## Военные округа Украины

Оперативные командования cухопутных войск Украины с 2016 года
«Запад»
«Север»
«Восток»
«Юг»
Отдельный военно-сухопутный район (Крым)

### 1917-1920
К ноябрю 1918 года Вооружённые силы Украинской державы, сформированные из украинизированных формирований Русской императорской армии состояли из 8 корпусов, являвшихся одновременно и военными округами: 1-й — Волынский, 2-й — Подольский, 3-й — Херсонский (бывший Одесский), 4-й — Киевский, 5-й — Черниговский, 6-й — Полтавский, 7-й — Харьковский, 8-й — Екатеринославский. Корпуса — ВО включали пешие дивизии с 1-й по 16-ю. Корпуса включали 54 пехотных и 28 кавалерийских полков, 48 полевых артиллерийских полков, 33 тяжёлых артиллерийских полков, 4 конно-артиллерийских полка. В вооружённых силах было 4,5 кавалерийских дивизий. Формирование соединений и воинских частей производилось по территориальному принципу. Имелись также Гвардейская Сердюцкая дивизия, Черноморская флотилия, Бригада морской пехоты, 1-я стрелецко-казацкая дивизия (см. Серожупанники). Численность армии по штату мирного времени составляла 75 генералов, 14 930 старшин, 2 975 военных чиновников, 291 121 подстаршин и казаков. По факту численность вооружённых сил в ноябре 1918 года была около 60 тысяч человек.

### С 1992
К 1992 году на территории Украины дислоцировалось три военных округа: Прикарпатский, Одесский и Киевский, с 1993 по 1997 — два: Одесский и Прикарпатский. С 1998 года было введено новое военно-административное деление. Упразднялись Одесский и Прикарпатский военные округа и Северное оперативно-территориальное командование, созданное ранее на базе расформированного Киевского военного округа. К 2005 году на их основе были сформированы оперативные командования (ОК): «Запад», «Север» и «Юг». В 2015 году было образовано ОК «Восток» путём выделения из ОК «Юг».

## Военные округа стран Европы

### Германия
7 номерных округов (нем. Wehrkreis) времён Веймарской республики после прихода нацистов к власти были реорганизованы в 13, затем (после Аншлюса). После завоевания Польши появились ещё 2 округа, XX и XXI, а позднее ещё 2 («Богемия и Моравия» и «Генерал-губернаторство»).
В ГДР было 2 военных округа (нем. Militärbezirk): Северный (MB Nord, также MB-V), со штабом в Нойбранденбурге. и Южный (MB Süd, MB-III), Лейпциг, части которых после 1990-го вошедших в состав WBK I и WBK III ФРГ.
После объединения Германии в 1990-м году структура военных округов претерпела изменения, на данный момент в ФРГ 4 округа (нем. Wehrbereichskommando): WBK I—IV со штабами в Киле, Майнце, Эрфурте и Мюнхене соответственно.

### Испания
Окружная структура включала следующие округа (исп. Región Militar, RM): Центральный, Южный, Пиренейский и Северо-Западный. Отменена в 2002 году в связи с переходом на новый тип организации, два последних округа расформированы.

### Польша
Окружная структура отменена 31 декабря 2011 года в связи с переходом на новый тип организации, два последних округа ((пол. Okręg Wojskowy), OW) — Поморский и Силезский — расформированы.

### Португалия
В различные периоды с 1926 по 2006 годы существовало 3-5 округов и/или командований в метрополии, по одной на Азорских островах и Мадейре, а также 8 — в тогдашних колониях.

### Франция
25 февраля 1791 года вся командная структура «старого режима» была упразднена и заменена 23 округами (фр. divisions militaires).

В период Третьей республики их количество варьировалось от 18 в 1873 до 21 в 1913. После 1963 года основной единицей стал территориальный военный округ (division militaire territoriale, DMT), в административном отношении соответствующий региону.

### Чехия
14 краевых военных командований (чеш. Krajské vojenské velitelstvo), территориально соответствующих административному делению страны.

### Швеция
В 1966 году была принята окружная организация, с некоторыми изменениями просуществовавшая до 2000 года. 8 округов (швед. Militärområde, Milo) подразделялись на номерные оборонительные участки (швед. Försvarsområde, Fo): 34 в 1942 году, 13 в 2000-м.

### Эстония
Сформированные 1 апреля 1934 7 оборонительных округов (эст. kaitseringkond) были реорганизованы в военные округа (эст. sõjaväeringkond) и в таком виде просуществовали до 1940 года.
 Ныне территория Эстонии разделена между Северо-Восточным, Северным, Южным и Западным оборонительными округами.

## Военные округа стран Азии

### Вьетнам

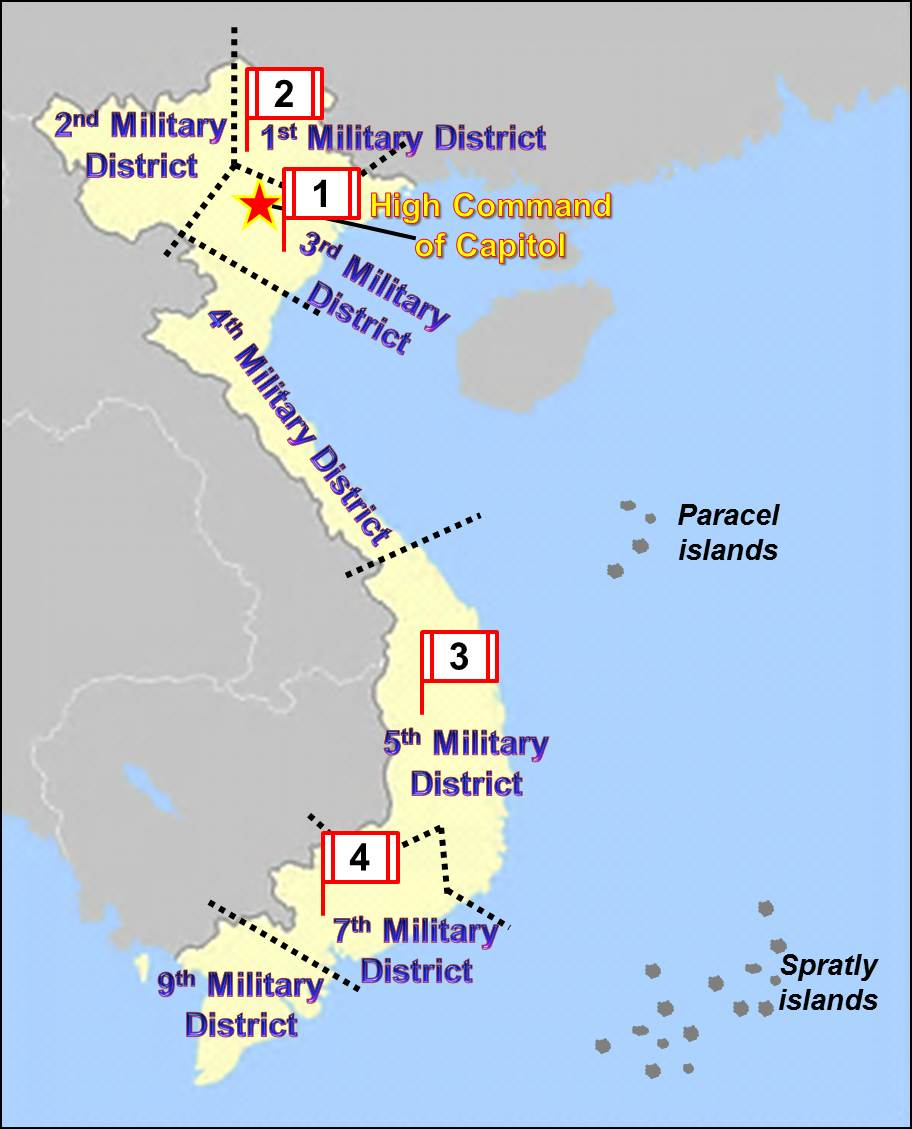
Карта Вьетнама с восемью военными округами и четырьмя корпусами

С 1975 — 7 номерных округов (вьет. Quân khu): с 1-го по 5-й (включающий бывш. 6-й), 7-й и 9-й (вкл. бывш. 8-й) и командование в Ханое.

### Индонезия

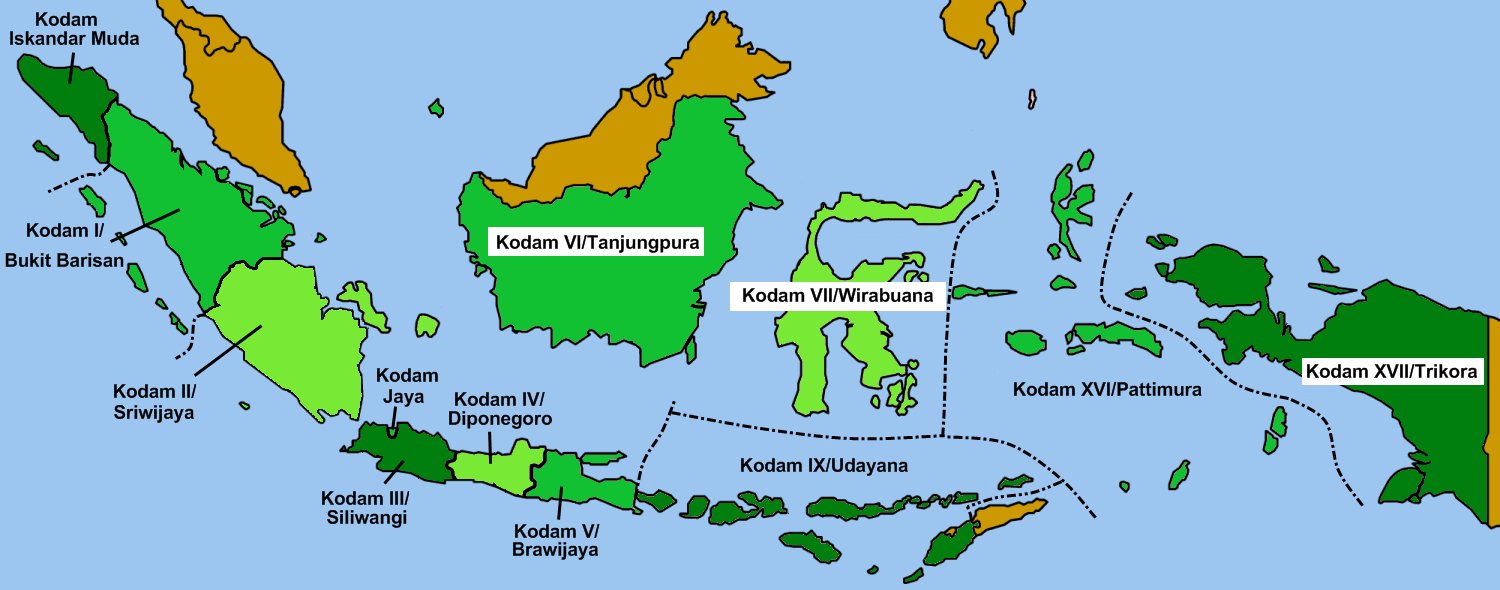
Военные округа Индонезии на 2007 год

13 округов (индон. Komando Daerah Militer, Kodam).

### Йемен

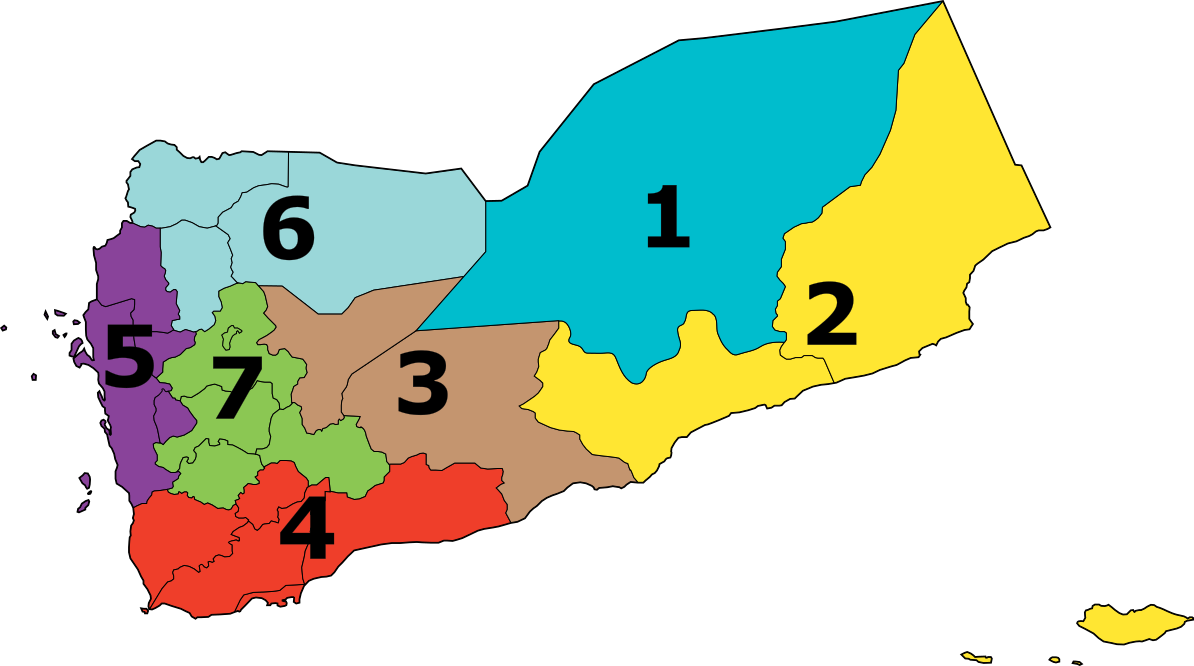
Военные округа Йемена

7 номерных округов.

### Китай
Существовало 76 военных округов или военных районов (軍區), бывших наибольшими военными формированиями в Национальной Революционной Армии Китая (Армия Гоминьдана) во время японско-китайской войны 1937—1945, постепенно реформированных в 12 военных регионов.
После победы коммунистов в начале 1950-х годов было образовано 13 округов; к концу 1960-х их количество сократилось до 11, а в 1985—1988 — до 7 (Шэньянский, Пекинский, Цзиннаньский, Ланьчжоуский, Чэндуский, Гуаньчжоуский, Нанкинский). В 2016 году 7 округов преобразованы в 5 с подчинением всех родов войск командованию округа, созданных на манер американских единых боевых командований (Unified Combatant Command): Восточный, Южный, Северный, Западный и Центральный.

### Мьянма
13 военных округов, разделённых на три области, включающие в себя территорию 1-2 областей или штатов Мьянмы.

### США

Географические зоны ответственности региональных командований Вооружённых сил США

### Япония
10 округов.

## Военные округа стран Северной и Южной Америки

### Бразилия
12 округов (порт. Região Militar), 1ª RM — 12ª RM.

## Военные округа Австралии
1-й военный округ был административным округом австралийской армии. Во время Второй мировой войны зона ответственности 1-го военного округа распространялась на всю территорию Квинсленда со штаб-квартирой в Брисбене.
В 1939 году была принята региональная структура командования, и 1-й военный округ стал Северным командованием.
Введение региональной структуры командования потребовало внесения изменений в
Закон об обороне, вступивших в силу в октябре 1939 года.
2-й военный округ был административным округом Сухопутных войск Австралии, зона ответственности которого распространялась на бо́льшую часть Нового Южного Уэльса со штаб-квартирой в Сиднее. Южная граница с 3-м военным округом округа проходила по реке Маррамбиджи.
В марте 1939 года, после принятия региональной структуры командования, 2-й военный округ стал Восточным командованием.
3-й военный округ был административным округом Сухопутных войск Австралии, зона ответственности которого распространялась на всю территорию штата Виктория и часть Нового Южного Уэльса к югу от реки Маррамбиджи со штаб-квартирой в Мельбурне.
Примерно в начале Второй мировой войны 3-й военный округ стал частью Южного командования, наряду с 4-м и 6-м военными округами в Южной Австралии и Тасмании.
4-й военный округ был административным округом Сухопутных войск Австралии. Во время Второй мировой войны зона ответственности 4-го военного округа распространялась на территорию Южной Австралии со штаб-квартирой в Аделаиде.
Примерно в начале Второй мировой войны 4-й военный округ стал частью Южного командования, наряду с 3-м и 6-м военными округами в Виктории и Тасмании.
Формирования округа во время Второй мировой войны
Штаб-квартира — Аделаида
6-я кавалерийская бригада
- Штаб-квартира — Кесвик[англ.]
- 3-й легкий кавалерийский полк (южно-австралийские горные стрелки́)[англ.] — гора Гамбье;
- 9-й/23-й легкий кавалерийский полк[англ.] — Клейр[англ.]
- 18-й легкий кавалерийский (пулемётный) полк (аделаидские лансьеры) — Унли[англ.]

3-я пехотная бригада
- Штаб-квартира — Кесвик
- 10-й батальон (аделаидские стрелки́)[англ.] — Аделаида
- 27-й батальон (южно-австралийский шотландский полк)[англ.] — Кесвик
- 43-й батальон (хиндмаршский полк)[англ.] — Кесвик
- 48-й батальон (полк Торренса)[англ.] — Аделаида

13-я полевая бригада (Field Brigade)
- Штаб-квартира — Аделаида
- 49-я полевая батарея — Аделаида
- 50-я полевая батарея — Проспект[англ.]
- 113-я (тяжёлая) полевая батарея — Килкенни[англ.]
- 48-я полевая батарея королевской австралийской артиллерии[англ.] — казармы Кесвик

Другие формирования
- 10-я тяжёлая батарея — Форт Ларгс
- 110-я тяжёлая батарея — Форт Ларгс
- 20-я тяжёлая батарея — Форт Ларгс
- 120-я тяжёлая батарея — Форт Ларгс
- 3-й отряд 2-го полевого эскадрона — Кесвик
- 3-я полевая рота — Кесвик

5-й военный округ был административным округом Сухопутных войск Австралии. Зона ответственности созданного вскоре после Федерализация Австралии 5-го военного округа распространялась на всю территорию Западной Австралии, за исключением округа Кимберли. Штаб-квартира 5-го военного округа располагалась в Лебединых казармах в Перте. После Первой мировой войны название района было изменено на базу 5-го округа, в октябре 1939 года переименованную в Западное командование в связи с переходом армии к географической структуре командования. В апреле 1942 года сухопутные войска были реорганизованы, и Западное командование стало 3-м корпусом, который был переформирован в июне 1944 года, когда необходимость в штабе корпусного уровня отпала, вновь в Западное командование. 13-я бригада со штаб-квартирой в Западной Австралии была восстановлена в 1948 году и подчинена Западному командованию. Географическая структура командования сохранялась до 1970-х годов.
6-й военный округ был административным округом Сухопутных войск Австралии. Во время Второй мировой войны зона ответственности 6-го военного округа распространялась на всю территорию Тасмании со штаб-квартирой в Хобарте.
Примерно в начале Второй мировой войны 6-й военный округ стал частью Южного командования, наряду с 3-м и 4-м военными округами в Виктории и Южной Австралии.
Формирования округа во время Второй мировой войны
Штаб-квартира — казармы Энглси в Хобарте.
12-я пехотная бригада
- 12-й/50-й батальон (Лонсестонский полк / тасманские рейнджеры) — Лонсестон.
- 40-й батальон (Денвентский полк)[англ.] — Хобарт.
- 22-й легкий кавалерийский полк (тасманской горной пехоты) — Алверстон (расформирован 27 апреля 1943 года)

6-я полевая бригада
- 106-я батарея королевской австралийской артиллерии[англ.] — Хобарт
- 16-я полевая батарея королевской австралийской артиллерии[англ.] — Лонсестон.

Другие формирования
- 7-я тяжёлая батарея королевской австралийской артиллерии — Хобарт
- 17-я тяжёлая батарея королевской австралийской артиллерии — Хобарт
- 107-я тяжёлая батарея королевской австралийской артиллерии — Хобарт
- 117-я тяжёлая батарея королевской австралийской артиллерии — Хобарт
- 6-я крепостная рота королевских австралийских инженерных войск[англ.]
- 36-я крепостная рота королевских австралийских инженерных войск — Хобарт
- 12-я полевая рота королевских австралийских инженерных войск — Хобарт

Известные командующие
- Полковник Рег Бисли (Reg Beesley) (1985—1988)
- Полковник Эндрю Мэттэй (Andrew Mattay) (1990—1993)

7-й военный округ был административным округом Сухопутных войск Австралии. Во время Второй мировой войны 7-й военный округ покрывал всю территорию Северной территории со штаб-квартирой в Дарвине.
В 1942 году округ был преобразован в Силы Северной территории.
8-й военный округ был административным округом Сухопутных войск Австралии. Во время Второй мировой войны 7-й военный округ покрывал территорию Новой Гвинеи, Соломоновы Острова и Новые Гебриды со штаб-квартирой сначала в Рабауле, а затем — в Порт-Морсби.
В 1942 году округ был преобразован в Вооружённые силы Новой Гвинеи.